# ماتيا رينالديني
ماتيا رينالديني (بالإيطالية: Mattia Rinaldini)‏ هو لاعب كرة قدم إيطالي في مركز الوسط، ولد في 31 مايو 1980 في فاينزا في إيطاليا. لعب مع إيه سي ميلان ونادي أسكولي ونادي بادوفا ونادي بينيفينتو ونادي رافينا ونادي فاريسي.